# Kanisstraat 1
Het pand aan de Kanisstraat 1 is een 16e-eeuws pand in de Nederlandse stad Alkmaar. Het pand is tegelijkertijd gebouwd met het huis Geest 10-12 en was vroeger ook een geheel. Dat pand behoorde toen nog tot het hofje Paling en Van Foreest. Het huidige pand Kanisstraat 1 deed toen dienst als winkel, het huidige pand Geest 10-12 deed functie als de achterliggende woning.  Het pand is in de huidige vorm op 10 december 1969 in het rijksmonumentenregister ingeschreven.

## Het pand
Het exterieur van het pand Kanisstraat 1 verwijst nog naar de oude functie. De voorpui is nog de originele winkelpui, deze pui heeft twee rijen met luiken, de onderste luiken deden dienst als toonbank en de bovenste luiken sloten de ramen af. Doordat er in het begin geen glas in de ramen zat was de toonbank ook meteen verkooploket. De luiken doen heden nog steeds dienst, maar nu om de winterkou buiten te houden.

### Uiterlijk
Het pand is een hoekpand en heeft aan de voorzijde een tuitgevel. De voorgevel is overkragend, dus de verdieping  steekt iets uit, en rust op consoles. De pui heeft een luifel en luiken. Op de verdieping zijn kruiskozijnen geplaatst en in de zijgevel zijn twee kruiskozijnen geplaatst. De kozijnen in de zijgevel zijn van latere datum.